# 北仑西站
北仑西站是浙江省宁波市北仑区建设中的一座铁路车站。车站为甬舟铁路中间站，位于北仑区小港街道江家山村、剡岙村之间。车站为高架站，占地面积11.2公顷，规模为2台4线，站房位于车站南侧。